# Pseudobunaea natalensis
Pseudobunaea natalensis är en fjärilsart som beskrevs av Aurivillius 1893. Pseudobunaea natalensis ingår i släktet Pseudobunaea och familjen påfågelsspinnare. Inga underarter finns listade i Catalogue of Life.